# Jour d'été
Jour d'été est un tableau de la peintre impressionniste Berthe Morisot. Le tableau représente deux femmes assises dans une barque au Bois de Boulogne.

## Description
Cest une peinture à l'huile sur toile, mesurant 45,7 × 75,2 cm. Le tableau montre une scène ensoleillée au bord de l'eau, avec deux jeunes femmes dans un bateau à rames. 
Le lieu est le Bois de Boulogne, où les Parisiens s'échappaient de leur ville animée. Deux femmes habillées à la mode ont pris place dans un bateau pour un voyage. Morisot suggère une impression fugace et renforce cette idée par de petits détails, comme la calèche avec ses chevaux qui passe à toute allure à l'arrière-plan.
Morisot donne une image spontanée de deux femmes attendant que le bateau soit poussé du rivage. Pourtant, cette spontanéité peut être qualifiée de relative. Sa composition est extrêmement bien pensée, comme en témoigne, entre autres, une étude à l'aquarelle pour ce tableau, dans laquelle elle reproduit le motif de manière presque identique. Les femmes représentées ne sont pas non plus des figurantes accidentelles, mais des mannequins professionnelles. Les deux femmes ont également posé pour Édouard Manet et ont été peintes à nouveau par Morisot plus tard cet été-là, toujours dans le bois de Boulogne, alors qu'elles cueillaient des fleurs.
La composition, très étudiée, repose sur trois plans : au premier plan, les deux jeunes femmes, la jeune femme à la robe claire étant au centre du tableau ; le deuxième plan est occupé par l'eau et les canards, et le troisième plan présente le bosquet d'arbres en arrière-plan.
Morisot a peint Jour d'été dans son style impressionniste typique. Elle applique de grandes quantités de peinture à l'aide de coups de pinceau très souples, de sorte que l'œuvre finie présente des lignes et des taches fines ainsi que des taches épaisses. Le résultat est une « peau » irrégulière de peinture, qui s'écarte complètement de la structure lisse prescrite par l'académie d'art de l'époque. Avec des coups de pinceau énergiques qui volent dans toutes les directions, Morisot suit ce que la lumière lui dit.
Comme dans presque toutes ses œuvres, Morisot met particulièrement l'accent sur l'aspect féminin, notamment par le choix des motifs et la représentation sensible. Elles occupent tout le premier plan, dans le bateau où elles sont assises. Visuellement, Morisot est très proche d'elles et se concentre clairement sur la psychologie des personnages.
Morisot a utilisé une palette plutôt inhabituelle dans ce tableau. Elle a peint le manteau bleu foncé de la femme à gauche avec du bleu céruléen, rarement utilisé par les impressionnistes. Le feuillage vert est peint dans un mélange de vert émeraude, de viride, de blanc de plomb et de jaune de cadmium. Le jaune de cadmium n'était pas encore largement utilisé à cette époque.

## Historique
Durant l'hiver 1878-1879, Morisot a son premier enfant, Julie. L'été suivant, elle se promenait tous les jours avec Julie et sa nourrice dans le Bois de Boulogne. Après une longue période passée à l'intérieur, cela lui a donné l'envie de recommencer à peindre en plein air. Cependant, elle ne voulait pas laisser son enfant seul avec sa nounou pendant des jours et des jours. Finalement, elle trouve un équilibre entre son devoir maternel et son désir de reprendre sa peinture au plus vite en faisant venir ses modèles au parc. Ainsi, elle pourrait les laisser travailler là-bas et être avec Julie en même temps.
Morisot expose Jour d'été en 1880, lors de la cinquième exposition impressionniste, ainsi que plusieurs autres œuvres qu'elle a réalisées au cours de l'été 1879. En fait, pour la première fois, ses œuvres ont été accueillies avec beaucoup d'enthousiasme et les critiques ont particulièrement loué son utilisation subtile de la couleur.
Le tableau fait partie de la collection de la National Gallery de Londres depuis 1917. La propriété du tableau, qui fait partie de la collection Lane Bequest, est partagée depuis 1959 entre la National Gallery de Londres et la Hugh Lane Gallery de Dublin. Le conflit de propriété entre la National Gallery et la galerie de Dublin devait être résolu en 2019.
Le 12 avril 1956, le tableau a été volé à la Tate Gallery de Londres par deux étudiants irlandais, Paul Hogan et Billy Fogarty, alors qu'il y était exposé, qui l'ont volé afin de mettre en avant la revendication de l'Irlande concernant le legs Hugh Lane. Il a ensuite été retrouvé après avoir été déposé anonymement à l'ambassade d'Irlande,.